# 九龍草地滾球會

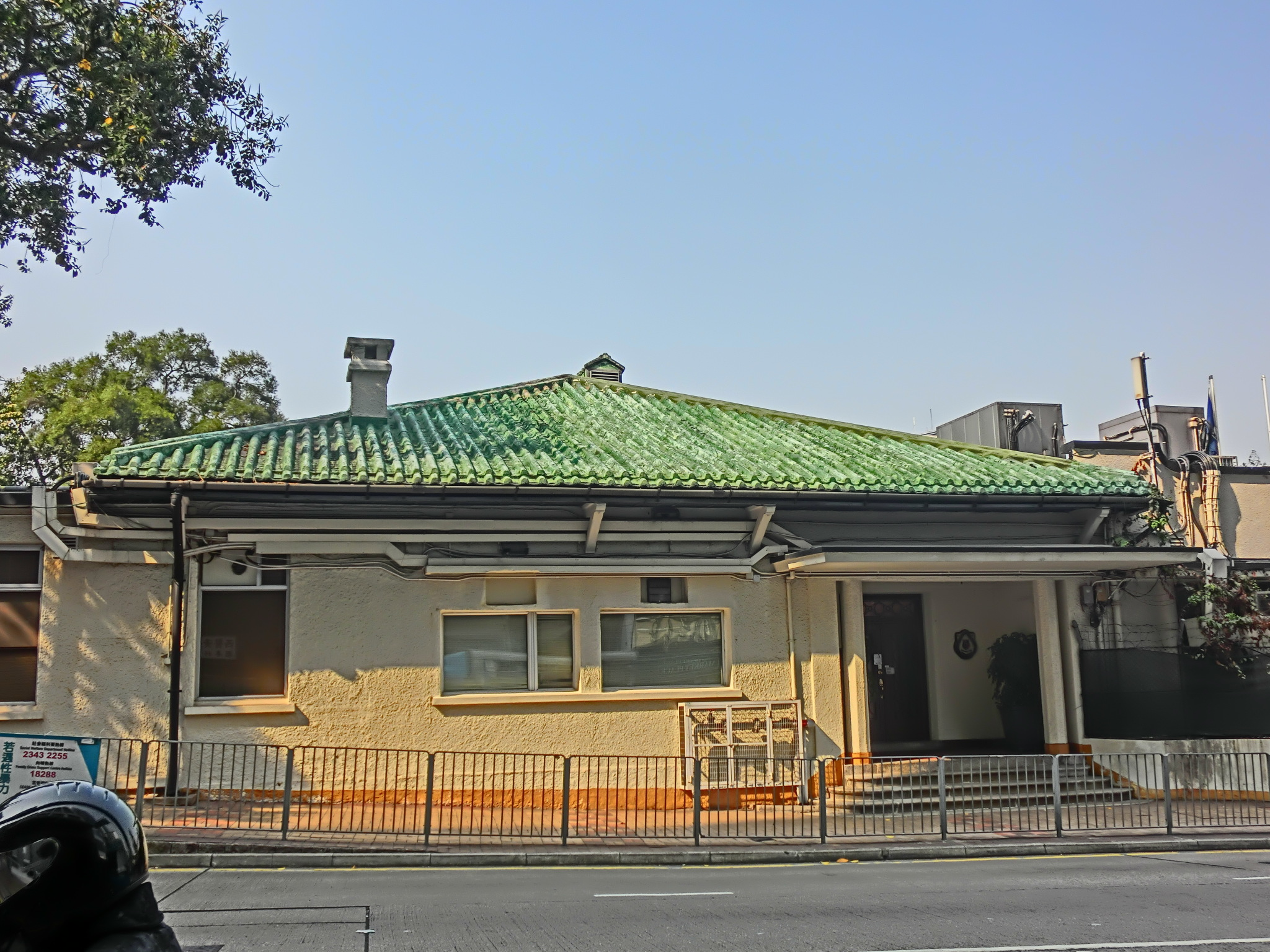
九龍草地滾球會外貌

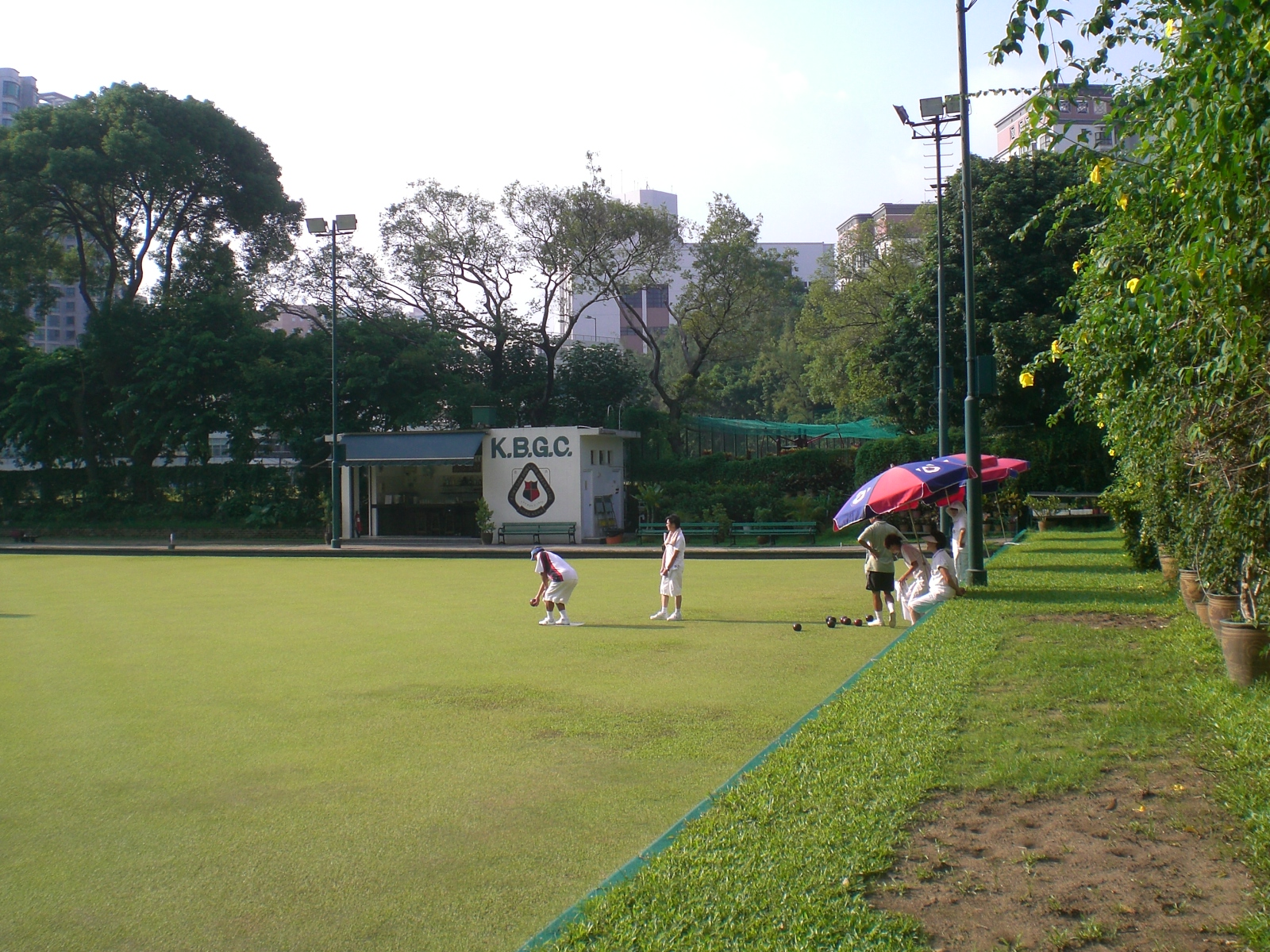
九龍草地滾球會

九龍草地滾球會（英語：Kowloon Bowling Green Club），簡稱 KBGC ，是香港首個草地滾球組織，成立於1900年，位於九龍尖沙咀柯士甸道與覺士道交界。由於地理位置相近，所以有部份人會與附近的西洋波會混淆。
本會會所於2010年被評為三級歷史建築。

## 歷史
1900年，有英國人和澳洲人欲進行草地滾球運動，遂選址該處成立九龍草地滾球會，作為運動場地，並興建會所。1939年，該會正式向香港政府購買土地，成為其永久會所。香港日治時期，會所建築被日軍徵用為營房，草坪則成為番薯田。至1946年，該址才還原為草地滾球會所之用。
1982年，隨著預計香港主權移交，該會開始接受華籍會員及女性會員，此前只接受歐裔男性會員。